# The Bodyguard (trilha sonora)
The Bodyguard: Original Soundtrack Album é um álbum da trilha sonora do filme de 1992 O Guarda-Costas, lançado em 17 de novembro de 1992, pela Arista Records. O primeiro lado do álbum (em seus formatos originais em LP e cassete) apresenta canções gravadas pela cantora estadunidense Whitney Houston, que estrelou o filme, enquanto o lado dois apresenta o trabalho de vários artistas. Houston e Clive Davis foram co-produtores executivos do álbum.
The Bodyguard é a trilha sonora mais vendida de todos os tempos, com vendas de 45 milhões de cópias em todo o mundo. A trilha sonora foi o primeiro álbum verificado pelo sistema computadorizado de monitoramento de vendas Nielsen SoundScan a ter vendido mais de um milhão de unidades no período de uma semana, na semana que terminou em 27 de dezembro de 1992. Posteriormente, The Bodyguard ganhou o prêmio Grammy de Álbum do Ano, e recebeu certificado de 18× Platina pela Recording Industry Association of America, em novembro de 2017. The Bodyguard é o 15º álbum mais vendido nos Estados Unidos. 
Em homenagem ao 25º aniversário do lançamento da trilha sonora, a Legacy Recordings e o espólio de  Whitney Houston lançaram o álbum I Wish You Love: More from The Bodyguard, que inclui uma coleção de gravações ao vivo nunca antes lançadas da histórica turnê de Houston The Bodyguard Tour (1993–1995), versões alternativas das gravações de áudio do filme O Guarda-Costas, e uma versão alternativa de um remix da canção "I'm Every Woman".

## Antecedentes
Houston e Clive Davis atuaram como co-produtores executivos do álbum. Houston planejava gravar a canção "What Becomes of the Broken Hearted" como música tema do filme, no entanto, quando souberam que a versão de Paul Young seria usada no filme Fried Green Tomatoes, eles procuraram por outra canção. Kevin Costner, co-estrela do filme, teve a ideia de gravarem "I Will Always Love You", originalmente lançada por Dolly Parton. Enquanto gravava o álbum, Houston insistiu em usar sua banda de turnê ao invés de uma banda de estúdio.

## Lista de faixas
Todas as canções cantadas por Whitney Houston, exceto onde indicado.
| The Bodyguard – Edição norte-americana |                                                                           |                                                                                       |                                                   |         |  |
| N.º                                    | Título                                                                    | Compositor(es)                                                                        | Produtor(es)                                      | Duração |  |
| 1.                                     | "I Will Always Love You"                                                  | Dolly Parton                                                                          | David Foster                                      | 4:31    |  |
| 2.                                     | "I Have Nothing"                                                          | David Foster Linda Thompson                                                           | Foster                                            | 4:48    |  |
| 3.                                     | "I'm Every Woman"                                                         | Nickolas Ashford Valerie Simpson                                                      | Narada Michael Walden Robert Clivillés David Cole | 4:45    |  |
| 4.                                     | "Run to You"                                                              | Allan Rich Jud Friedman                                                               | Foster                                            | 4:22    |  |
| 5.                                     | "Queen of the Night"                                                      | Antonio "L.A." Reid Kenneth "Babyface" Edmonds Daryl Simmons Whitney Houston          | L.A. Reid Babyface                                | 3:08    |  |
| 6.                                     | "Jesus Loves Me"                                                          | Anna Bartlett Warner William Batchelder Bradbury                                      | BeBe Winans Houston                               | 5:11    |  |
| 7.                                     | "Even If My Heart Would Break" (Kenny G e Aaron Neville)                  | Franne Golde Adrian Gurvitz                                                           | Foster Walter Afanasieff                          | 4:58    |  |
| 8.                                     | "Someday (I'm Coming Back)" (Lisa Stansfield)                             | Lisa Stansfield Andy Morris Ian Devaney                                               | Andy Morris Ian Devaney                           | 4:57    |  |
| 9.                                     | "It's Gonna Be a Lovely Day" (The S.O.U.L. S.Y.S.T.E.M.)                  | Bill Withers Skip Scarborough Robert Clivillés David Cole Tommy Never Michelle Visage | Clivillés Cole Ricky Crespo                       | 4:47    |  |
| 10.                                    | "(What's So Funny 'Bout) Peace, Love, and Understanding" (Curtis Stigers) | Nick Lowe                                                                             | Danny Kortchmar                                   | 4:04    |  |
| 11.                                    | "Theme from The Bodyguard" (Alan Silvestri)                               | Alan Silvestri                                                                        | Alan Silvestri                                    | 2:40    |  |
| 12.                                    | "Trust in Me" (Joe Cocker com part. de Sass Jordan)                       | Charlie Midnight Marc Swersky Francesca Beghe                                         | Charlie Midnight                                  | 4:12    |  |
| Duração total:                         | Duração total:                                                            | Duração total:                                                                        | Duração total:                                    | 52:23   |  |

| The Bodyguard – Edição internacional |                                                     |                                               |                  |         |  |
| N.º                                  | Título                                              | Compositor(es)                                | Produtor(es)     | Duração |  |
| 11.                                  | "Waiting for You" (Kenny G)                         | Kenny G                                       | Kenny G          | 4:54    |  |
| 12.                                  | "Trust in Me" (Joe Cocker com part. de Sass Jordan) | Charlie Midnight Marc Swersky Francesca Beghe | Charlie Midnight | 4:12    |  |
| 13.                                  | "Theme from The Bodyguard" (Alan Silvestri)         | Alan Silvestri                                | Alan Silvestri   | 2:40    |  |
| Duração total:                       | Duração total:                                      | Duração total:                                | Duração total:   | 57:17   |  |

| The Bodyguard – Faixas bônus da edição especial européia |                                                  |                                                                      |                       |         |  |
| N.º                                                      | Título                                           | Compositor(es)                                                       | Produtor(es)          | Duração |  |
| 14.                                                      | "I'm Every Woman" (Clivillés & Cole House Mix 1) | Nickolas Ashford Valerie Simpson                                     | Walden Clivillés Cole | 10:38   |  |
| 15.                                                      | "Queen of the Night" (CJ's Master Mix)           | Antonio "L.A. Reid" Kenneth "Babyface" Edmonds Daryl Simmons Houston | Reid Babyface         | 6:35    |  |
| Duração total:                                           | Duração total:                                   | Duração total:                                                       | Duração total:        | 74:56   |  |

## Paradas daRevista Billboard
Álbum
| Ano  | Parada                | Posição |
| ---- | --------------------- | ------- |
| 1992 | Billboard 200         | 1       |
| 1992 | Álbuns de R&B/Hip-Hop | 1       |

| Críticas profissionais | Críticas profissionais |
| Avaliações da crítica  | Avaliações da crítica  |
| Fonte                  | Avaliação              |
| ---------------------- | ---------------------- |
| Allmusic               | [ 2 ]                  |
| Entertainment Weekly   | (B)                    |
| Los Angeles Times      | [ 4 ]                  |
| New York Times         | (Positive)             |
| Rolling Stone          | [ 6 ]                  |
| Q                      | [ 7 ]                  |
| USA Today              | [ 8 ]                  |

Singles
| Ano  | Single                   | Parada  | Posição |
| ---- | ------------------------ | ------- | ------- |
| 1992 | "I Will Always Love You" | Hot 100 | 1       |
| 1993 | "I'm Every Woman"        | Hot 100 | 4       |
| 1993 | "I Have Nothing"         | Hot 100 | 4       |
| 1993 | "Run To You"             | Hot 100 | 31      |

## Certificações
| País           | Certificador | Certificação (vendas)   |
| -------------- | ------------ | ----------------------- |
| Austrália      | ARIA         | 5× Platina              |
| Áustria        | IFPI         | 4× Platina              |
| Brasil         | PMB          | 3× Platina              |
| Canadá         | Music Canada | Diamante                |
| Finlândia      | IFPI         | Platina                 |
| França         | SNEP         | Diamante                |
| Alemanha       | BVMI         | 3× Platina              |
| Japão          | RIAJ         | 2 Milhões               |
| Países Baixos  | NVPI         | Platina[B]              |
| Noruega        | IFPI         | 4× Platina              |
| Suécia         | IFPI         | Platina[C]              |
| Suíça          | IFPI         | 5× Platina              |
| Reino Unido    | BPI          | 7× Platina              |
| Estados Unidos | RIAA         | 17× Platina ( Diamante) |

| Precedido por The Predator by Ice Cube Unplugged by Eric Clapton Songs of Faith and Devotion by Depeche Mode Get a Grip by Aerosmith | Álbum número um na Billboard 200 12 de dezembro de 1992 – 12 de março de 1993 3 de abril – 9 de abril de 1993 17 de abril – 7 de maio de 1993 15 de maio de – 4 de junho de 1993 (20 semanas) | Sucedido por Unplugged by Eric Clapton Songs of Faith and Devotion by Depeche Mode Get a Grip by Aerosmith Janet. by Janet Jackson |